# Veszelcsani
Veszelcsani (macedónul: Веселчани) település Észak-Macedóniában, a Pelagonijai körzet Prilepi járásában.

## Népesség
| Lakosok száma | 333  | 344  | 361  | 319  | 273  | 125  | 121  | 98   | 36   |
|               | 1948 | 1953 | 1961 | 1971 | 1981 | 1991 | 1994 | 2002 | 2021 |

- 2002-ben 98 lakosa volt, akik mindannyian macedónok.